# ATAP (Biella e Vercelli)
L’ATAP, acronimo di Azienda Trasporti Automobilistici Pubblici, è la società che gestisce il trasporto pubblico locale, nei territori delle provincie di Biella e Vercelli della Regione Piemonte. È una società per azioni ed ha sede a Biella.

## Storia

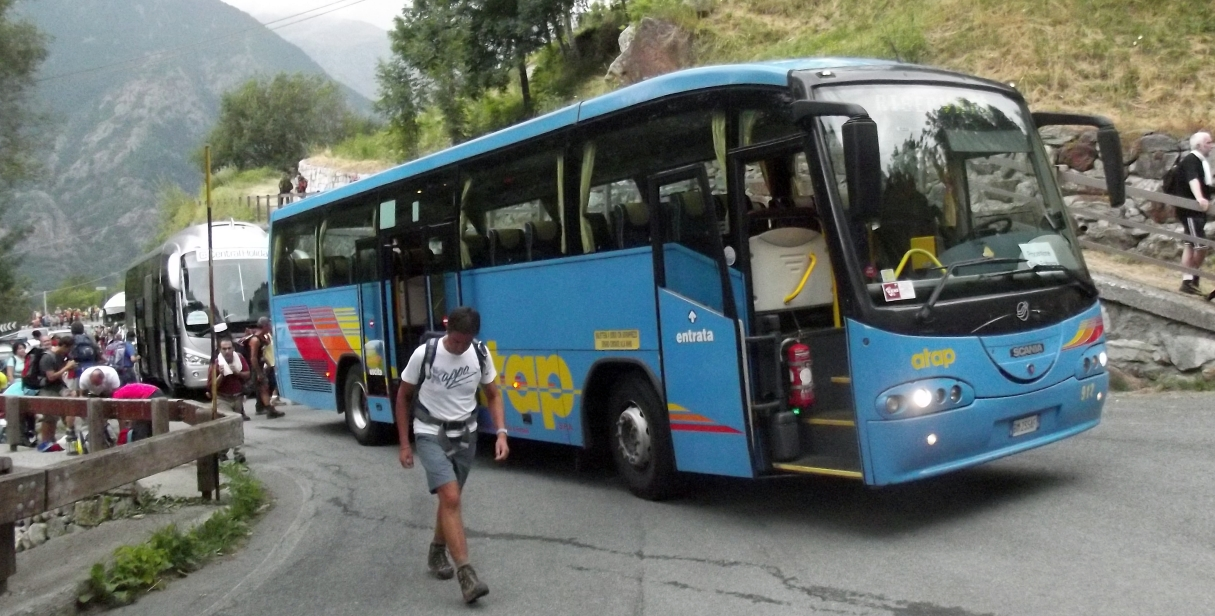
Un mezzo dell'ATAP a Fontainemore dedicato al trasporto dei pellegrini biellesi della processione Fontainemore-Oropa

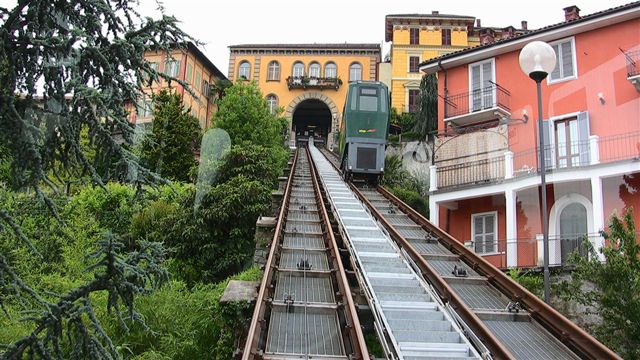
La funicolare del Piazzo.

La società venne fondata il 20 settembre 1986 dalla provincia di Vercelli con lo scopo di coprire il servizio di tpl nelle aree urbane ed extraurbane nel territorio del vercellese (che passò in buona parte nel 1996 sotto la provincia di Biella). In passato il servizio nel vercellese era stato gestito in forma diretta dalla Provincia e venne poi ceduto alla società A.T.A. (gestore del servizio pubblico di persone su gomma e rotaia). Quest'ultima azienda ebbe poi grosse difficoltà economiche e venne a sua volta assorbita da ATAP alla fine degli anni Settanta.

## Servizi gestiti
La società svolge principalmente il trasporto pubblico di persone su gomma, concentrato nelle 2 province interessate, sia di tipo urbano ed extraurbano. L'azienda dispone di 4 grandi depositi essi sono deposito di Biella (dove sono concentrati gli uffici centrali), il deposito di Vercelli il Deposito di Alice Castello e infine il deposito di Pray.
```
Sono integrate anche delle tratte extraurbane nella 
provincia di Torino
.
[
4
]
```

L'azienda gestiva anche la funicolare di Biella fino a quando il Comune ne ha decretato la chiusura sostituendola con un ascensore  e si occupa anche del servizio noleggio autobus e della gestione dei parcheggi a pagamento nel comune di Vercelli.